# Csécsény
Csécsény (1886-ig Csacsin, szlovákul: Čačín) Cserény településrésze, korábban önálló falu Szlovákiában, a Besztercebányai kerületben, a Besztercebányai járásban.

## Fekvése
Besztercebányától 15 km-re délkeletre, Cserénytől 1 km-re északkeletre fekszik. 

## Története
A 18. század végén Vályi András így ír róla: „CSACSIN. Cserni Csacsin. Tót falu Zólyom Vármegyében, földes Ura Hertzeg Eszterházy Uraság, lakosai katolikusok, fekszik Felső Micsinyének szomszédságában, Zólyomtól egy, és 1/4. mértföldnyire, határbéli földgye, ha szorgalmatosan miveltetik elég termékeny, fája mind épűletre, mind tűzre elég, nem külömben legelője, piatzozása közel, első Osztálybéli.”
Fényes Elek 1851-ben kiadott geográfiai szótárában így ír a faluról: „Csacsin, tót falu, Zólyom vgyében, Beszterczéhez délre 1/2 órányira: 6 kath., 163 evang. lak. Földje trágya mellett meglehetős; jó legelője, erdeje, savanyúviz forrása van.”
1910-ben 162, túlnyomórészt szlovák lakosa volt. A trianoni diktátumig területe Zólyom vármegye Besztercebányai járásához tartozott.

## Lásd még
- Cserény